# Армия «Восточная Пруссия»
Армия «Восточная Пруссия» (нем. Armee Ostpreußen) — создана 7 апреля 1945 года.

## История армии
Сформирована 7 апреля 1945 года на основе штаба и некоторых частей 2-й армии и остатков частей 4-й армии, находившихся на территории Восточной и Западной Пруссии. Держала оборону на побережье Данцигского залива, будучи отрезанной от остальных немецких войск. После капитуляции Германии остатки армии сдались советским войскам 9 мая 1945 года.

## Состав армии
- 6-й армейский корпус
- 9-й армейский корпус
- 23-й армейский корпус
- 26-й армейский корпус
- 18-й горный корпус

## Командующий армией
- Генерал танковых войск Дитрих фон Заукен